# Taiaha
Taiaha (pronunciado [taiaha]) preferentemente escrito taiaja, arma de asta utilizada por los maoríes de la cultura de Nueva Zelanda, es una vara larga de aproximadamente metro y medio de largo.
Rakau Mau es el arte marcial que enseña el uso de la taiaha maorí y otras armas de combate también maoríes. Al igual que con otros estilos de artes marciales, los estudiantes de la taiaha pasan años practicando el dominio de las habilidades de la oportunidad, el equilibrio y la coordinación necesaria para manejar el arma con eficacia.

## Uso moderno

Maori Sosteniendo una Taiaha.

Entre los maoríes modernos, la taiaha, es uno de los muchos elementos culturales que se utilizan para introducirlo en los jóvenes en la escuela para algunas de las formas tradicionales. En la antigüedad, la taiaha junto con otras armas, fueron utilizadas en varios haka. Del mismo modo, también se usan en las competiciones modernas Kapa Haka.
El ejército de Nueva Zelandia ahora incorpora la imagen de una taiaha en su escudo de armas.

## En la cultura popular
En la serie de televisión, Deadliest Warrior, la taiaha es una de las armas utilizadas por el guerrero maorí. La taiaha fue probada en contra del personal del monje de Shaolin. Esta extraña arma impresionó a los expertos ya que podía romper la columna vertebral de una vaca (que es tres veces más gruesa que una columna vertebral humana) asestando un golpe fuerte con el borde.

## Galería

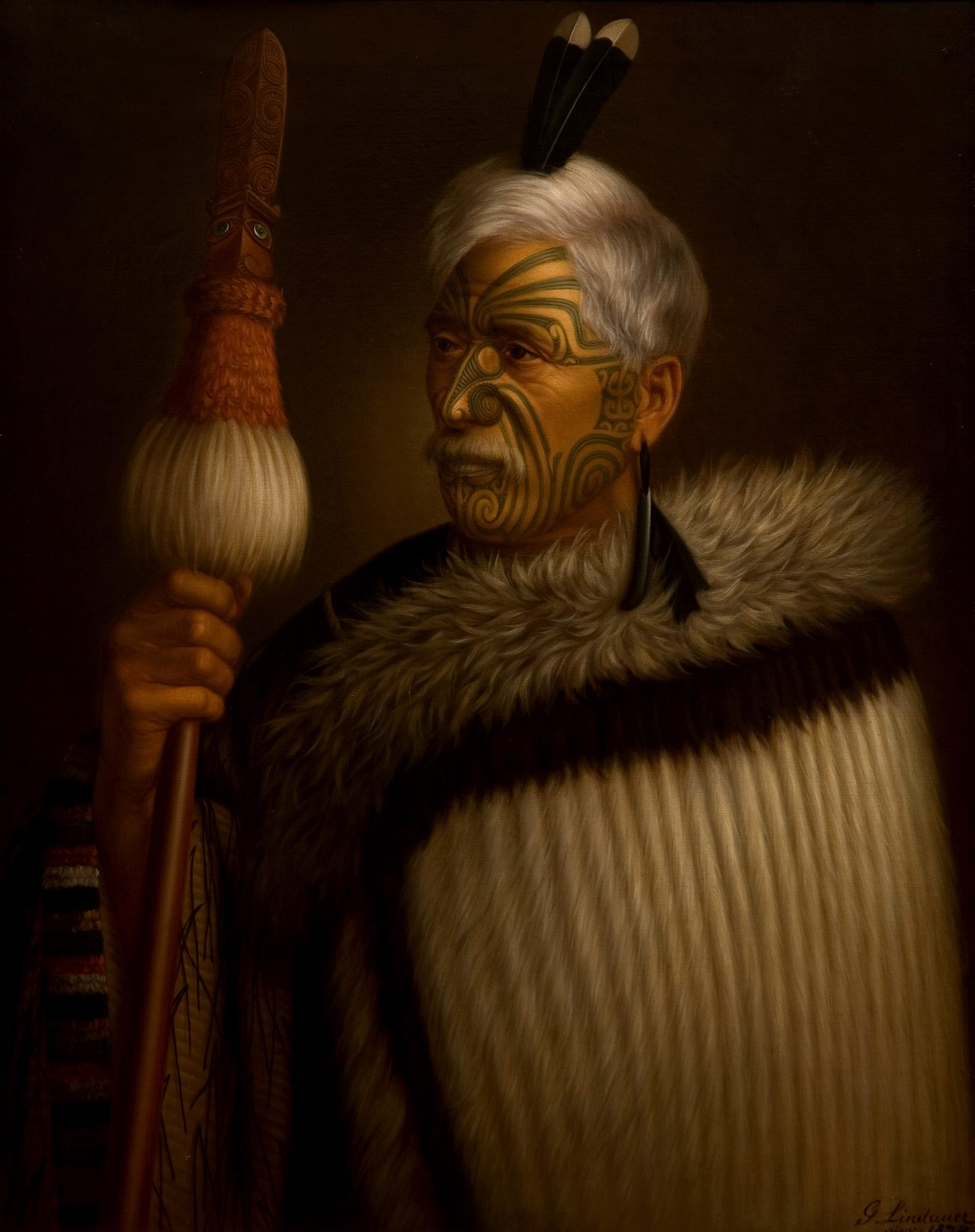
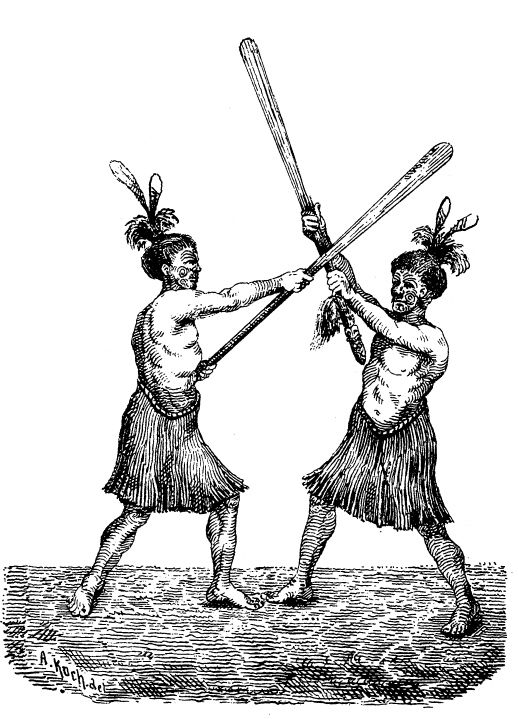
Maoríes luchando con taihas.
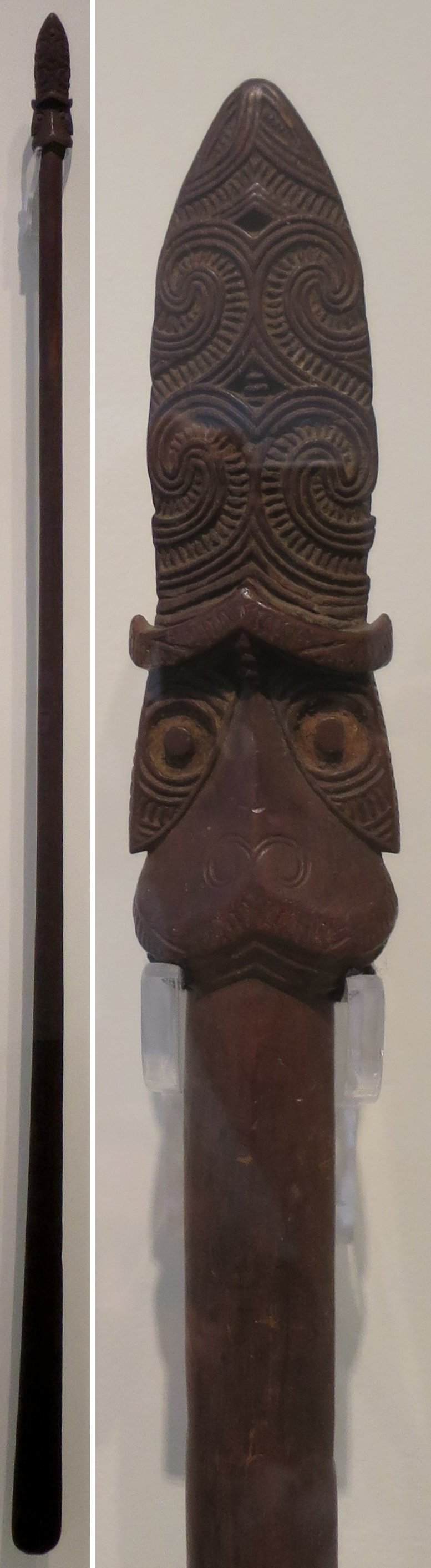
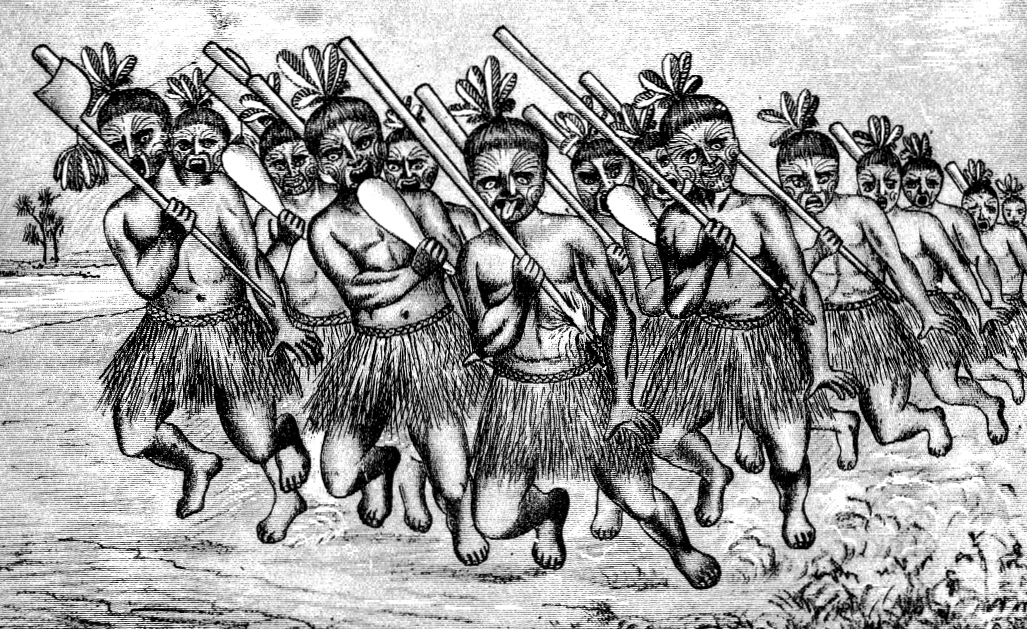